# Arnold von Westfalen

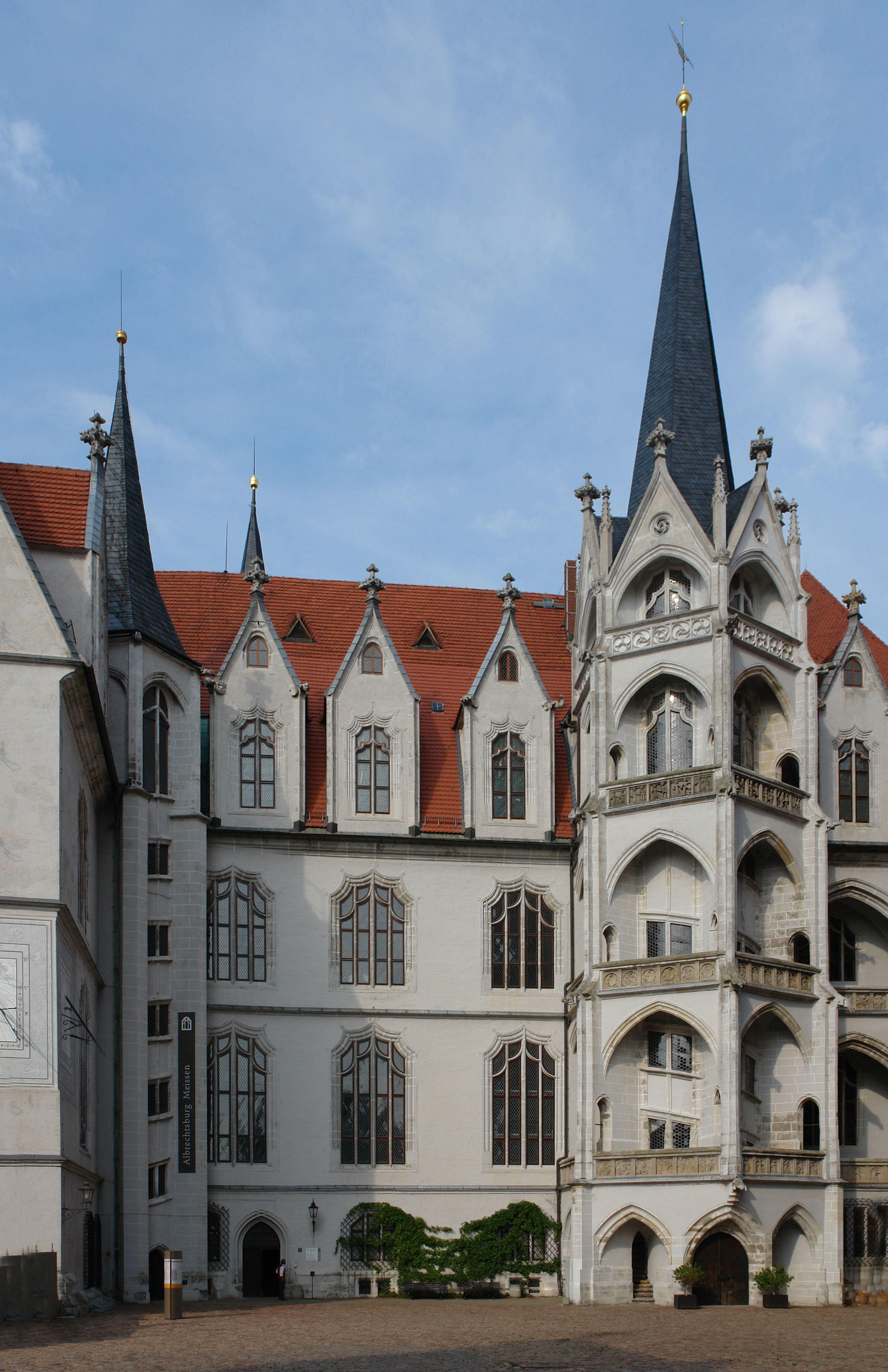
Ansicht der Hoffassade der Albrechtsburg in Meißen

Arnold von Westfalen (* um 1425; † 1480 oder 1481 in Meißen) war kursächsischer Landesbaumeister und der Erbauer der Albrechtsburg in Meißen und des dritten Geschosses der Türme des Meißner Doms. Er gehört zu den bedeutendsten Architekten des 15. Jahrhunderts im Übergang von Spätgotik zur Renaissance.
Arnold gilt auch als Architekt des Umbaus von Burg Kriebstein (um 1470) und Schloss Rochsburg (ab 1470) und des Torhauses des Dresdner Schlosses. Vielleicht wurde durch ihn auch die St. Georgskapelle im Matthiasturm der Ortenburg in Bautzen ausgebaut. Unsicherer ist, ob er auch die Burg Tharandt umbaute. Als Baumaterial verwendete er wiederholt Tuffstein vom Rochlitzer Berg.
Er war mit Margarethe Rülckin aus einer niederadligen Familie verheiratet und erwarb das Rittergut Langenau. Sein Steinmetzzeichen findet sich auf einer Gehaltsquittung von 1479.
Stefan Bürger stellte 2007 aufgrund kunsthistorischer Formenanalyse die These auf, Arnold von Westfalen habe ab etwa 1461 den Chorneubau der Peterskirche in Görlitz geleitet. Er sieht weiterhin stilistische Parallelen zur dortigen Frauenkirche (Vollendung der Langhauswölbung um 1480) und der Rochlitzer Kunigundenkirche (Mittelschiffgewölbe 1476). Bürger vermutet eine vorausgegangene Ausbildung Arnolds an der Wiener Dombauhütte unter dem Dombaumeister Laurenz Spenning. Charakteristisch für den Stil der Bauwerke Arnold von Westfalens ist besonders die Verwendung von Vorhangbogenfenstern und von formenreichen, tief ansetzenden Rippen- und Zellengewölben über unregelmäßigen Grundrissen.